# Poble teushen
Els teushen o tehues eren un poble indígena caçador-recol·lector a Patagònia, Argentina. Es consideraven "nòmades de peu" El seu territori se situava entre els Tehuelche al sud i els Puelche al nord.
Abans de 1850, s'estimava que hi hi havia entre 500 a 600 individus Teushen. Molts van ser brutalment matats durant els genocidis argentins de Patagonia, coneguts com la Conquesta del Desert. En 1925, només hi havia de deu a dotze supervivent. Són considerats extints com a tribu en temps d'avui.
La llengua Teushen és gairebé completament desconeguda. Se suposa, de les poques dades disponibles, una llengua més propera al tehuelche, la llengua dels veïns meridionals.